# Alexander Nawrocki
Alexander Nawrocki (* 24. Februar 1909 in Berlin; † 19. November 1967 ebenda) war ein deutscher Politiker (CDU).
Alexander Nawrocki besuchte eine Volksschule und machte eine kaufmännische Lehre. Später besuchte er die Höhere Reichswerbeschule in Berlin. 1939 wurde er zum Polizeidienst und schließlich zur Wehrmacht eingezogen. Er geriet 1945 in sowjetische Kriegsgefangenschaft.

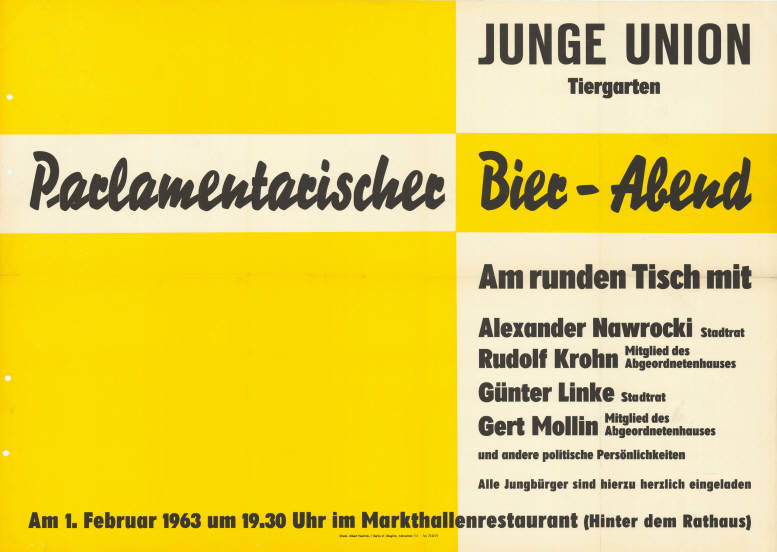
Wahlplakat der Jungen Union Berlin-Tiergarten 1963, Referenten: Alexander Nawrocki, Rudolf Krohn, Günter Linke und Gert Mollin

Nach dem Zweiten Weltkrieg war Nawrocki Geschäftsführer im Kunsthandel in Potsdam und später im Weinhandel tätig. Bei der Berliner Wahl 1950 wurde er in die Bezirksverordnetenversammlung (BVV) im Bezirk Tiergarten gewählt. Bei der Wahl 1958 wurde er zunächst in das Abgeordnetenhaus von Berlin gewählt, schied aber bereits im Januar 1959 aus, da die BVV Tiergarten ihn zum Bezirksstadtrat für Sozialwesen gewählt hatte. 1965 schied er aus dem Amt aus.